# Joël Corminbœuf
Joël Corminbœuf (Friburgo, 16 de março de 1964) é um ex-futebolista suíço, que tem a sua carreira ligada ao Neuchâtel Xamax, onde iniciou e encerrou a mesma, em 2000.
Corminbœuf, cotado para ser o segundo ou o terceiro goleiro suíço para a Copa do Mundo FIFA de 1994 (o titular era Marco Pascolo), não foi chamado para a competição, tendo disputado apenas um torneio pela Seleção Suíça de Futebol: o Campeonato Europeu de Futebol de 1996, na condição de terceiro goleiro.